# Ramez Dayoub
Ramez Dayoub, né le 9 août 1984 à Beyrouth, est un footballeur libanais.

## Biographie

### International
Ramez Dayoub débute en équipe nationale libanaise en 2006.